# Setodes abhirupa
Setodes abhirupa är en nattsländeart som beskrevs av Schmid 1987. Setodes abhirupa ingår i släktet Setodes och familjen långhornssländor. Inga underarter finns listade i Catalogue of Life.